# Mansilla Mayor (kommunhuvudort)
Mansilla Mayor är en kommunhuvudort i Spanien.   Den ligger i provinsen Provincia de León och regionen Kastilien och Leon, i den norra delen av landet, 270 km nordväst om huvudstaden Madrid. Mansilla Mayor ligger 793 meter över havet och antalet invånare är 380.
Terrängen runt Mansilla Mayor är platt. Runt Mansilla Mayor är det mycket glesbefolkat, med 7 invånare per kvadratkilometer. Närmaste större samhälle är León, 14,5 km nordväst om Mansilla Mayor. Trakten runt Mansilla Mayor består till största delen av jordbruksmark.